# Saint-Germain-les-Belles
Saint-Germain-les-Belles är en kommun i departementet Haute-Vienne i regionen Nouvelle-Aquitaine i västra Frankrike. Kommunen ligger i kantonen Saint-Germain-les-Belles som tillhör arrondissementet Limoges. År 2022 hade Saint-Germain-les-Belles 1 148 invånare.

## Befolkningsutveckling
Antalet invånare i kommunen Saint-Germain-les-Belles
| Referens: INSEE |